# Zenodo
Zenodo ist ein Online-Speicherdienst, der hauptsächlich für wissenschaftliche Datensätze, aber auch für wissenschaftsbezogene Software, Publikationen, Berichte, Präsentationen, Videos etc. verwendet werden kann. Finanziert wird der Dienst über die Europäische Kommission. Der Dienst wird durch das OpenAIRE-Konsortium und das CERN betreut und gepflegt.
Zenodo integriert den Repository-Dienst GitHub, um dort gespeicherte Quelltexte zitierfähig zu machen. Auch der zenodo-eigene Quelltext ist auf GitHub verfügbar. Die Veröffentlichungen erhalten einen zitierbaren DOI. Es gibt eine Integration von ORCID, eine Nutzerstatistik und verschiedene Lizenzoptionen. 
Der Name Zenodo kommt von Zenodotos von Ephesos, dem ersten Leiter der großen Bibliothek von Alexandria, in der er den Grundstein für die größte antike Schriftensammlung legte und die als erste Bibliothek Metadaten benutzte.
Zenodo wurde 2013 gestartet. Mit Stand März 2023 enthielt es über 3 Millionen Dokumente und mehr als 1 Petabyte Daten.
Vergleichbare Repositories sind z. B. Dataverse, Dryad, Figshare, GigaScience, Mendeley data, OSF oder Vivli.